# Les Solanes (Herba-savina)
Les Llaus és un paratge del terme municipal de Conca de Dalt, a l'antic terme d'Hortoneda de la Conca, al Pallars Jussà, en territori que havia estat del poble d'Herba-savina.
Està situat a prop i a migdia d'Herba-savina, al sud del Tros de Narriu de Tarrufa. És entre la llau del Canalot, a ponent, i la llau dels Bancals, a llevant, a la dreta del riu de Carreu, al nord del Serrat de les Serretes.